# Deniss Čerkovskis
Deniss Čerkovskis (Riga, 2 novembre 1978) è un pentatleta lettone.

## Palmarès
In carriera ha conseguito i seguenti risultati:
- Mondiali

Kaohsiung 2013: argento nella staffetta mista.
- Europei

Montepulciano 2005: argento nell'individuale.